# Japanse zoutjes

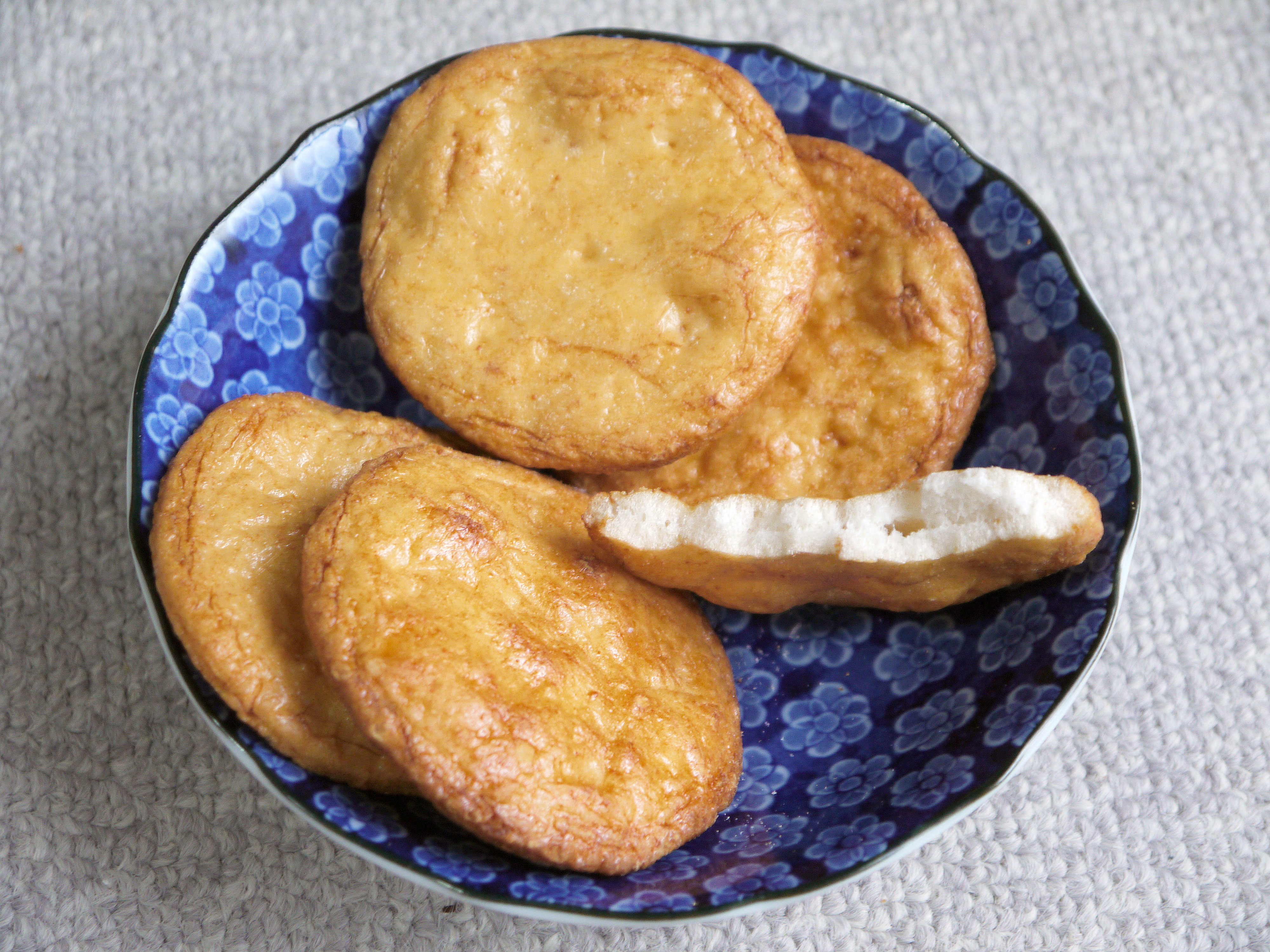
Originele Senbei

Japanse zoutjes (Senbei) (Japans: 煎餅) is een snack van rijst die van oorsprong uit Japan komt. Deze rijstzoutjes worden op smaak gebracht met onder andere sojasaus, zeewier (nori) en sesamzaad. Wanneer de verpakking kleinere zoutjes bevat, is dit vaak in een mix van smaken, die veel onder de naam Japanse mix wordt verkocht. Deze bevatten soms ook varianten met pinda's.
De oorspronkelijke Japanse zoutjes zijn wat groter, rond van vorm en hartig van smaak, ze lijken dus meer op een rijstwafel.

## Geschiedenis
De geschiedenis van Japanse zoutjes gaat terug tot de negende eeuw (voor Japan) en de zevende eeuw (voor China). Deze werden echter niet van rijst gemaakt, maar van (tarwe)bloem, en hadden een zoete smaak. Pas in de 17e eeuw werd rijst gebruikt in plaats van bloem.

## Recept
Japanse zoutjes worden gemaakt van rijstebloem met heet water, dit wordt tot een deeg gekneed, dat in kleine balletjes wordt gerold die worden gaar gestoomd. Dan wordt het wederom gekneed, en dan in lange vorm gerold, waarna de smaakmaker wordt toegevoegd (behalve bij sojasaus, die altijd aan het eind wordt toegevoegd). Dit deeg wordt uitgerold tot dunne plakken, die weer in de juiste vorm wordt gesneden (oorspronkelijk altijd rond van vorm). Daarna worden ze gedroogd in de zon, en uiteindelijk gegrild.